# 에스페호
에스페호(스페인어: Espejo)는 스페인 코르도바도에 있는 지방 자치 단체이다.